# Interactie
Interactie of wisselwerking is het op elkaar reageren door zaken, processen, personen of organisaties. Het begrip komt in verschillende context voor. Zo heeft sociale interactie betrekking op het handelen van personen dat elkaar beïnvloedt,
een studiegebied van de sociologie. De ecologie bestudeert binnen een ecosysteem de interactie tussen natuurkundige, chemische en biologische processen.
Interactie kan complexe systemen tot gevolg hebben, waarbij het moeilijk of onmogelijk is om duidelijke causale verbanden waar te nemen. Door de interactie kan een groter systeem kenmerken hebben die niet zijn af te leiden uit alleen de kleinere systemen of elementen waaruit het is opgebouwd. Het geheel is daardoor meer dan de som der delen, het principe van de emergentie. Aanpassing kan resulteren in dynamische systemen. Een belangrijke vorm hiervan is zelforganisatie waarbij structuren in een chaotisch systeem ontstaan waardoor het systeem beter in staat is om controle te houden over de omgeving. De veranderingen in deze aggregate complexity kunnen langzaam zijn, maar door bepaalde verstoringen ook zeer abrupt. Zelfs kleine veranderingen kunnen daarbij grote gevolgen hebben, ook wel bekend als het vlindereffect naar de metafoor van Edward Lorenz.

## Voorbeelden
- Farmacologische interactie
- Mens-computerinteractie
- Elektro-zwakke interactie
- Schroef-romp-interactie